# Turina
Turina (szlovákul Tuhrina) község Szlovákiában, az Eperjesi kerület Eperjesi járásában.

## Fekvése
Eperjestől 19 km-re délkeletre, az Ósva-patak bal oldalán fekszik.

## Története
Várát 1298-ban „Kerekkő” néven írják, neve alapján az Aba nembeli Vejte fia Bodon építtette. Ez évben a rokon Somosiak foglalták el, valószínűleg akkor pusztulhatott el, és már nem építették újjá. 1299-ben és 1435-ben „Makovica” néven említik.
A községet a 14. században a soltészjog alapján telepítették be, de csak 1427-ben az adóösszeírásban bukkan fel először „Thwrhyna” alakban. Ekkor 12 portája adózott. Rozgonyi György, majd a Csicsey és Thököly család birtoka volt. 1447-ben „Thuryna” a neve. 1600-ban 11 jobbágyháza állt. 1715-ben 15, 1720-ban 11 adózó háztartása volt. 1722-ben tűzvész pusztított. 1773-ban „Tuhrina”, 1786-ban „Turina” alakban említik. 1787-ben 45 házában 373 lakos élt, akik főként mezőgazdasággal, erdei munkákkal, fuvarozással foglalkoztak.
A 18. század végén Vályi András így ír róla: „TUCHINA. Tót falu Sáros Várm. földes Urai több Urak, fekszik Ver. Vágáshoz nem meszsze, és annak filiája; földgye nehezen míveltetik, réttye jó, legelője elég, fája van.”
1828-ban 48 háza és 397 lakosa volt. A 19. században a Fedák és Keczer családé volt.
A trianoni diktátumig Sáros vármegye Lemesi járásához tartozott.
Lakói mezőgazdasággal foglalkoztak, majd később a közeli városok, elsősorban Eperjes üzemeiben dolgoztak.

## Népessége
| Év:            | 1994. | 2004.    | 2014.   | 2024.    |
| -------------- | ----- | -------- | ------- | -------- |
| Emberek száma: | 381   | 435      | 471     | 554      |
| Eltérés:       |       | +14,17 % | +8,27 % | +17,62 % |

| Év:            | 2023. | 2024.   |
| -------------- | ----- | ------- |
| Emberek száma: | 551   | 554     |
| Eltérés:       |       | +0,54 % |

1910-ben Turinának 354, túlnyomórészt szlovák lakosa volt.
2011-ben 463 lakosából 385 szlovák és 62 roma.

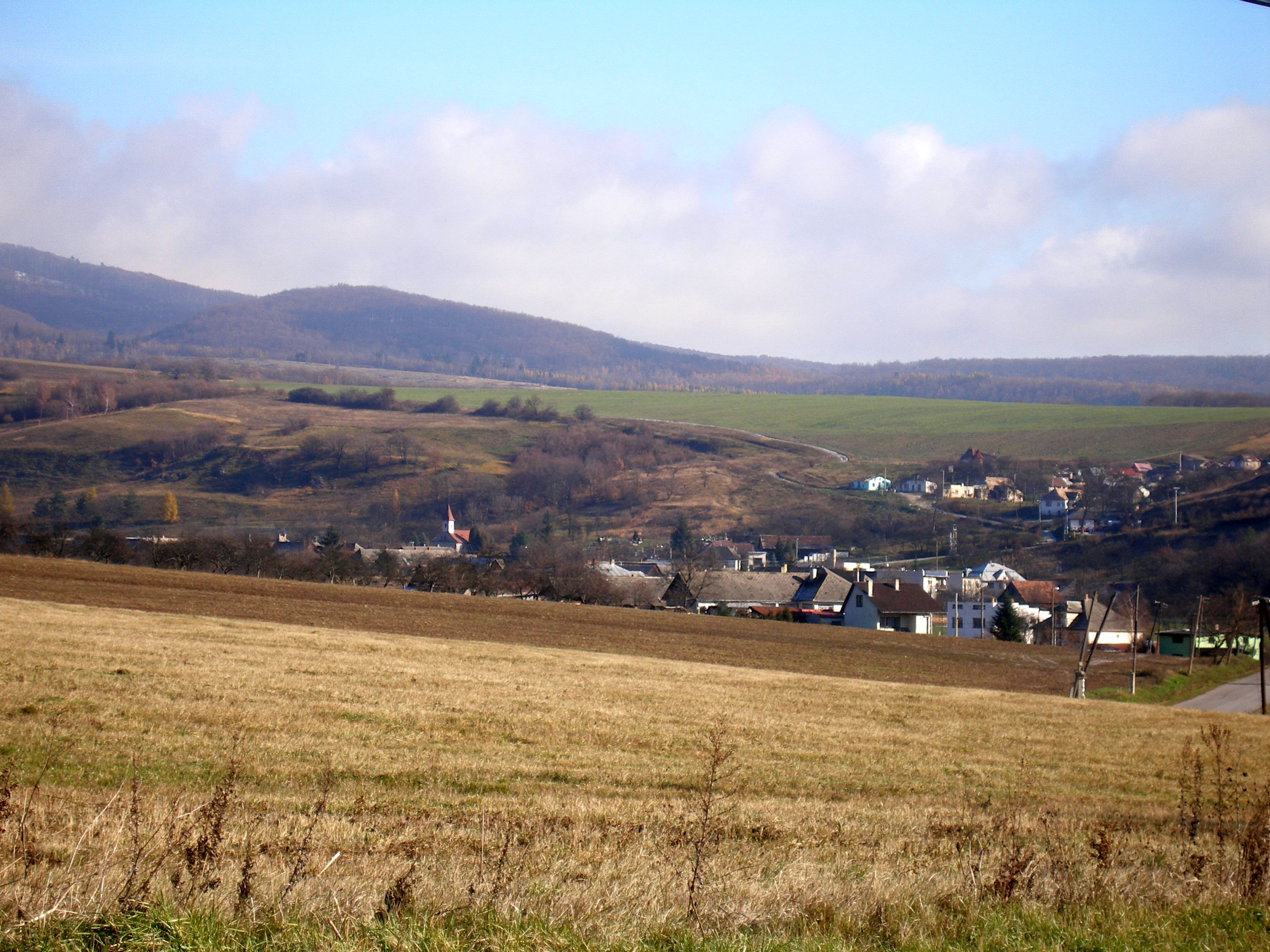
Turina látképe

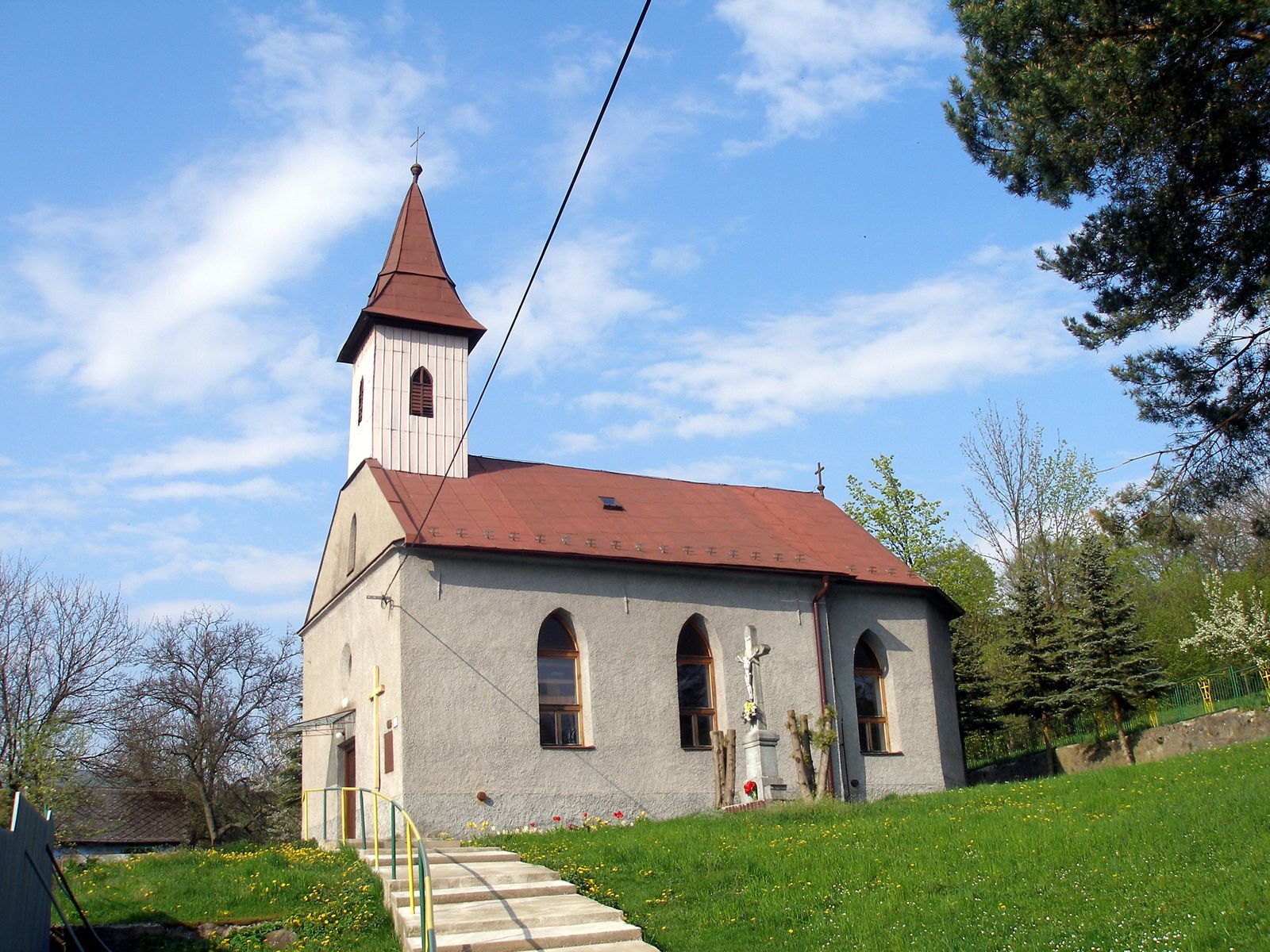
Turina katolikus temploma

## Nevezetességei
- A falutól északra, 686 m magas hegyen állnak Bodonvár romjai.
- Szűz Mária tiszteletére szentelt római katolikus temploma.
- Evangélikus temploma.